# 导出范畴
导出范畴是同调代数中的一种构造。导出范畴的概念推广并深化了传统同调代数中导出函子的理论。这一构造是格罗滕迪克在20世纪60年代初提出的，他的学生让-路易·韦迪耶在其指导下发展了相关理论。今天，导出范畴被广泛应用于代数几何和D-模理论。

## 动机
构造导出范畴的直接动机，是给出导出函子的一种新的定义。
导出函子的概念的出现要早于导出范畴。考虑阿贝尔范畴{\displaystyle A}和{\displaystyle B}之间的一个左正合函子{\displaystyle f:A\rightarrow B}，那么历史上，函子f的导出函子首先是通过{\displaystyle A}的对象的内射分解来定义的。具体地说，假设范畴{\displaystyle A}有足够多的内射对象，那么{\displaystyle A}中的每个对象{\displaystyle X}都有内射消解如下：
{\displaystyle 0\rightarrow X\rightarrow I^{0}\rightarrow I^{1}\rightarrow \cdots }
其中诸{\displaystyle I^{k},k=0,1,\cdots } 均为内射对象，使得上面的链复形是正合的。 将f作用在除去X的链复形{\displaystyle \Gamma :0\rightarrow I^{0}\rightarrow I^{1}\rightarrow \cdots }上，得到的新链复形 {\displaystyle f\Gamma :0\rightarrow f(I^{0})\rightarrow f(I^{1})\rightarrow \cdots } 一般未必是正合的。事实上，新链复形的同调群衡量了其“不正合”的程度。所以，函子f的第k个右导出函子{\displaystyle R^{i}f}就定义为把{\displaystyle X}映为这个新链复形的第k个同调群：{\displaystyle h^{k}(\Gamma )} 的函子.
类似地，对右正合函子g可以利用投射分解（如果有足够多的投射对象）定义左导出函子 {\displaystyle L^{k}g}。
上面的这种构造表明，在阿贝尔范畴A本身上定义导出函子并不是自然的，因为定义中总是要构造链复形的。正确的提法应该是，导出函子是对阿贝尔范畴A上的链复形定义的。导出范畴的提出即是要在理论上简化导出函子的定义。
进一步，如果能构造一个对象为所有链复形的范畴，就可以使讨论不局限于内射/投射分解这种特殊的链复形，而能对一般的链复形谈论其导出函子。

## 定义
给一个阿贝尔范畴{\displaystyle A}，可以谈论{\displaystyle A}的导出范畴{\displaystyle D(A)}。 粗略地说，{\displaystyle D(A)}差不多是{\displaystyle A}上所有链复形组成的范畴，但对象间的态射更为复杂。
严格的定义如下。考虑A的链复形范畴{\displaystyle \mathrm {Kom} (A)}， {\displaystyle \mathrm {Kom} (A)} 的对象是A上全体链复形，态射是链映射。{\displaystyle \mathrm {Kom} (A)}中的态射s如果诱导了所有同调群上的同构，则称s为拟同构(Quasi-Isomorphism). 那么，导出范畴{\displaystyle D(A)}是{\displaystyle \mathrm {Kom} (A)}对于所有拟同构的“局部化”。具体地说，{\displaystyle D(A)}的对象就是{\displaystyle \mathrm {Kom} (A)}的对象，即{\displaystyle A}上的全体链复形。对两个链复形{\displaystyle X,Y}，{\displaystyle X}到{\displaystyle Y}的态射定义为形如{\displaystyle X{\xleftarrow {s}}Z{\xrightarrow {t}}Y} 的映射对，其中s 要求是拟同构。
进一步，给这样定义的两个态射{\displaystyle X{\xleftarrow {s}}Z{\xrightarrow {t}}Y} 和{\displaystyle X{\xleftarrow {s'}}Z{\xrightarrow {t'}}Y} ，我们在导出范畴{\displaystyle D(A)}视它们等同，如果存在对象Z，使得下面的{\displaystyle \mathrm {Kom} (A)}中的交换图表成立：
如上构造的导出范畴{\displaystyle D(A)}自然包含了{\displaystyle A}作为一个子范畴。而且，{\displaystyle \mathrm {Kom} (A)}到{\displaystyle D(A)}的自然的函子q把所有拟同构都映为{\displaystyle D(A)}中的同构。 这实际上是{\displaystyle D(A)}满足的万有性质：对{\displaystyle \mathrm {Kom} (A)}到另一个阿贝尔范畴{\displaystyle E}的函子h，如果h将拟同构都映为同构，则一定有函子{\displaystyle k:D(A)\rightarrow E}, 使得{\displaystyle h=k\circ q}。

## 性质
阿贝尔范畴{\displaystyle A}的导出范畴{\displaystyle D(A)}一般并不是阿贝尔范畴。
导出范畴还可以通过同伦范畴来定义。给定阿贝尔范畴A， A的同伦范畴{\displaystyle \mathrm {K} (A)}是链复形范畴{\displaystyle \mathrm {Kom} (A)}的态射模去链同伦这一等价关系得到的范畴。可以证明，{\displaystyle D(A)}也是{\displaystyle \mathrm {K} (A)}关于所有拟同构的局部化。
如果我们对{\displaystyle \mathrm {Kom} (A)} 中的链复形添加限制条件，则可以谈论几个衍生的导出范畴。例如，我们用 {\displaystyle \mathrm {Kom} ^{+}(A)} 表示A上所有这样的链复形X构成的范畴：存在{\displaystyle i_{0}}, 使得{\displaystyle X^{i}=0}, 对所有{\displaystyle i\leq i_{0}}。也就是说，{\displaystyle \mathrm {Kom} ^{+}(A)}中的链复形都只有有限的负指标项不为零。对应于{\displaystyle \mathrm {Kom} ^{+}(A)}，我们可以完全相同地构造其局部化，记为{\displaystyle D^{+}(A)}. {\displaystyle D^{+}(A)}是有限的负指标项不为零的导出范畴。类似可以定义{\displaystyle \mathrm {Kom} ^{-}(A)}，对应有限的正指标项不为零的导出范畴{\displaystyle D^{-}(A)}；以及{\displaystyle \mathrm {Kom} ^{b}(A)}，对应有限项不为零的导出范畴{\displaystyle D^{b}(A)}.

## 导出范畴是三角范畴
导出范畴都自然地是三角范畴。事实上{\displaystyle \mathrm {Kom} (A)}是三角范畴，{\displaystyle D(A)}是{\displaystyle \mathrm {Kom} (A)}的局部化，所以也是三角范畴。事实上，我们可以在{\displaystyle \mathrm {Kom} (A)}中构造满足三角范畴公理I~IV的正合三角形。
有上同调函子{\displaystyle H^{n}:D(A)\to A}。{\displaystyle D(A)}中的正合三角给出上同调的长正合列。

## 导出函子的重新定义
设{\displaystyle F:A\to B}是阿贝尔范畴之间的左正合加性函子。如果A有足够多的内射对象，则可以定义F的右导出函子{\displaystyle RF:D^{+}(A)\to D^{+}(B)}。这是导出范畴之间的函子。经典同调代数中的导出函子{\displaystyle R^{n}F}可以表示为{\displaystyle H^{n}RF}。
类似地，阿贝尔范畴之间的右正合加性函子有左导出函子。
导出范畴比经典理论的重要优势在于可以简单地表达复合函子的导出函子：{\displaystyle R(G\circ F)=RG\circ RF}。在经典理论中要用相对复杂的谱序列来表达这一关系。虽然导出范畴给导出函子提供了优美的理论框架，但在实际计算中往往还是要用到谱序列。

## 原始文献
- ，这是韦迪耶1963年写的简短文章，由法国高等科学研究所印行，1977年稍作改动后附在SGA 4½后出版。
- ，这是韦迪耶1967年6月的博士论文，死后发表于。